# 퍼클건

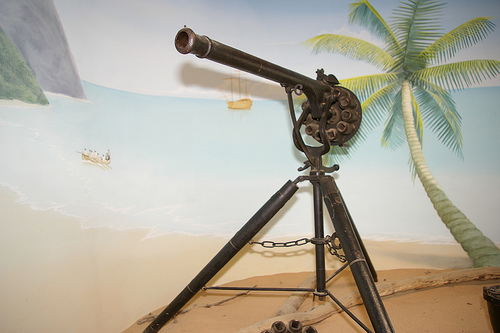

퍼클건(Puckle gun)은 1718년 영국의 발명가, 법률가인 제임스 퍼클이 발명한 원시적 기관총이다.
기본적으로 수발식 리볼버를 커다랗게 뻥튀기한 것과 같은 형태이다. 보통의 수발식 총처럼 탄환을 발사하면, 그 직후 뒤쪽의 나사선 샤프트의 크랭크가 풀리면서 11발 들이 탄창이 돌아가게 된다. 그러면 풀린 탄창을 손으로 돌려서 차탄을 장전시키고, 크랭크가 다시 잠기면서 탄창을 총신에 고정시킨다. 11발을 모두 발사하고 나면 탄창이 완전히 풀려서 총신에서 분리시킬 수 있게 되며, 그 뒤 새 탄창을 끼워서 발사한다.
그 설계 교리는 18세기 당대의 수준을 훨씬 뛰어넘은 것이었으나, 견고함과 신뢰성에 문제가 있어 제식채용되지는 못하고 사장되었다.